# Réseau viaire de Paris
Ne doit pas être confondu avec Voiries de Paris.

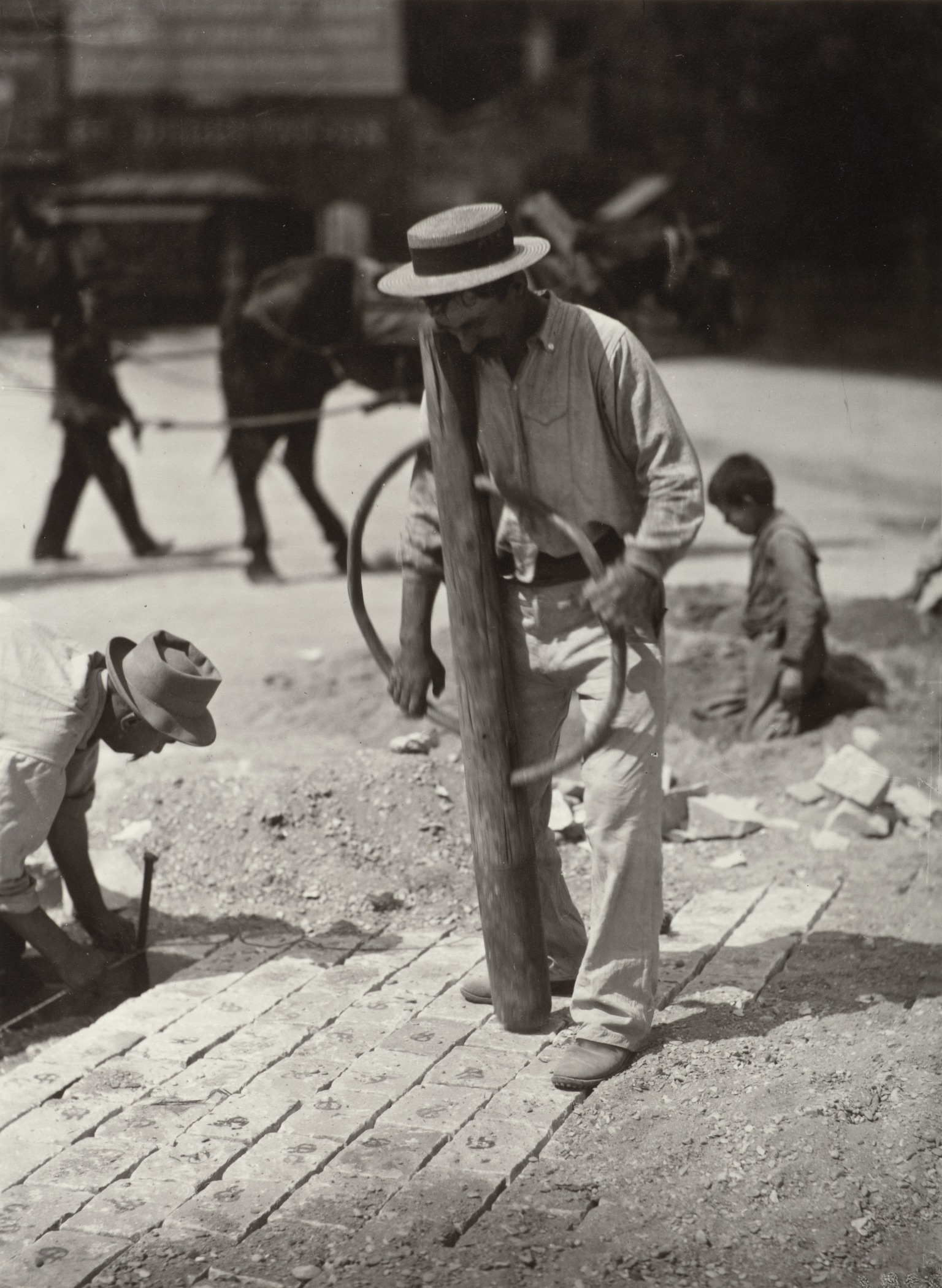
Pavement de Paris. Photographie d'Eugène Atget.

Le réseau viaire de Paris comprend l'ensemble de la voirie de la capitale française.

## Historique et typologie
Au XIIIe siècle, Paris compte 309 rues, d'après Le Dit des rues de Paris de Guillot de Paris. Sous Louis XV, elle en compte 789. À la fin du XVIIIe siècle, la capitale comptabilise 989 rues.
À la fin du XIXe siècle, Paris possède 3 499 voies, comprenant les rues, passages, avenues, ruelles, impasses, cités, boulevards et places.
Au début du XXIe siècle, Paris comprend plus de 6 000 voies de tous genres. En 2012, Paris compte 6 290 voies publiques ou privées. En dehors des bois de Boulogne et Vincennes, du boulevard périphérique et des voies express, la ville totalise 5 064 voies publiques et 180 voies privées ouvertes à la circulation, et 875 voies privées fermées, totalisant 1 700 km et recouvrant 26,5 km2, soit le quart de la superficie de la ville. Le boulevard périphérique et les voies express regroupent 171 voies et bretelles d'accès. 479 sont des places.
Le nombre total des voies n'est pas fixe et varie au fil du temps.
La forme radioconcentrique du réseau, association de voies rayonnant du centre à la périphérie et de rocades est l'aboutissement de l'histoire de la ville, de l'Antiquité au XXe siècle.
Les voies peuvent être classées en catégories suivant leur origine.
- Voies de faubourgs, les plus anciennes, d'origine romaine, voire gauloise, médiévales pour la plupart, reliant le centre à la périphérie ou les villages de périphérie entre eux, ensuite englobés dans la ville lors de son expansion ;
- Voies de lotissement créées du Moyen Âge à nos jours sur des territoires agricoles, sur les domaines d'anciens établissements religieux ou d'hôtels particuliers. Ces lotissements s'établissent pour beaucoup dans les vides entre l'urbanisation en doigts de gant le long des voies de faubourg ;
- Voies de percement par expropriation dans un tissu urbain existant, les plus nombreuses datant des travaux du Second Empire[7] ;
- Voies créées sur la démolition des enceintes successives, de celles du Moyen Âge à l'enceinte de Thiers en 1919, formant des rocades concentriques.

## Désignation et numérotation
L'ordonnance du 16 janvier 1728 du lieutenant de police René Hérault fait poser une plaque portant le nom de la rue sur chaque première et dernière maison de celle-ci. L'année suivante, l'obligation s'applique aux angles des rues.
Jusqu'en 1793, les maisons n'avaient pas de numéros. On les désignait par le voisinage d'une enseigne ou d'un monument. Le numérotage des rues est institué le 15 pluviôse an XIII (4 février 1805) par Nicolas Frochot, préfet de la Seine, qui classe les rues selon leur orientation par rapport à la Seine :
- si elles sont parallèles à la Seine, les immeubles sont numérotés de l'amont vers l'aval du fleuve ;
- si elles sont perpendiculaires à la Seine, les immeubles sont numérotés depuis la Seine vers les faubourgs.

En 1844, l'utilisation de plaques émaillées à fond bleu et lettres blanches est prescrite par Claude-Philibert Barthelot de Rambuteau, préfet de la Seine.

## Éclairage des voies
La première tentative d'Étienne Boileau, prévôt de Paris, d'imposer en 1258 un éclairage sur chaque façade échoue.
Le premier éclairage urbain remonte à l'initiative de Philippe V qui, pour des raisons de sécurité, fait éclairer (en 1318) par des lanternes les abords du palais du tribunal du Châtelet. Par la suite, Paris connaît l'éclairage à l'huile, puis au gaz.
Après deux expériences ponctuelles en 1841, quai de Conti et en 1844, place de la Concorde, l'exposition universelle de 1878 amène l'éclairage électrique dans Paris : le 30 mai 1878, la Société Générale Électrique (SGE) installe 32 « foyers » à l'avenue de l'Opéra et la place du Théâtre-Français.
Aujourd'hui, la maîtrise d'ouvrage des éclairages est assurée par la direction de la voirie et des déplacements et son service du patrimoine de voirie. La ville de Paris est propriétaire de ses installations d'éclairage et en gère le budget.

## Statistiques
En 2015, les services de la voirie parisienne consacre 60 % de son espace aux chaussées, représentant l'espace de circulation et de stationnement, et 40 % aux trottoirs. Ces derniers sont partagés avec le mobilier urbain lié à la chaussée, tels que les feux de circulation et leurs armoires de contrôles, les panneaux de signalisation, les potelets limitant l'accès aux véhicules, les parcmètres, les abris de bus et les stations avec leurs bornes, des voitures en libre-service, auxquels il faut rajouter pour certaines voies, le stationnement des deux-roues ainsi que des pistes de circulation.
En 2018, le quotidien Le Figaro publie une analyse sur la toponymie des rues de la ville. Il est identifié 2 500 personnalités en liens avec la capitale, dont les personnes nées avant 1700 représentent 15 % des figures historiques. Pour la période de 1700 à 1850, les figures historiques sont présentes à hauteur de 56 % sur les plaques bleues et vertes. Le linguiste Jean-Marie Cassagne précise : « Les pouvoirs en place lors de la 1re et 2e République ont voulu honorer leurs héros ». Parmi les personnalités présentes dans la ville, 29 % sont nées entre 1850 et 2017. Les personnalités féminines sont présentes à hauteur de 6 % et la mairie de Paris a décidé lors des commissions de dénominations de proposer 75 % de noms de femmes.

## Particularités
Selon la mairie de Paris :
- La rue la plus longue de Paris serait la rue de Vaugirard (6e et 15e), qui mesure 4 360 m[6]. Cependant, le boulevard périphérique mesure 35 500 m[12], la voie Georges-Pompidou 13 000 m[13] et l'avenue Daumesnil 6 270 m[14] (dont une grande partie à la limite entre le bois de Vincennes et la commune de Saint-Mandé et dans le bois de Vincennes) ;
- La rue la plus courte est la rue des Degrés (2e), 5,75 m[6] ;
- L'avenue la plus courte est l'avenue Georges-Risler (16e), avec 14 m[15] ;
- La voie la plus large de Paris est l'avenue Foch (16e) avec 120 m[6] ;
- La rue la plus étroite serait la rue du Chat-qui-Pêche (5e) avec une largeur maximale de 1,80 m[6]. Toutefois, la nomenclature officielle des voies de Paris mentionne de nombreuses voies moins larges. En particulier, le sentier des Merisiers, dans le 12e, mesure moins d'un mètre avec un minimum attesté à 87 centimètres[16] et le passage de la Duée dans le 20e, bien que sa partie droite soit aujourd'hui détruite et réaménagée, mesurait 80 cm de largeur[17] ;
- La plus pentue est la rue Gasnier-Guy (20e) avec 17,4 % de pente[6],[16] ;
- Le personnage le plus ancien mentionné est le roi Léonidas Ier de Sparte, né en 540 av. J.-C., représenté par la rue Léonidas située dans le quartier de Plaisance (14e)[4] ;
- Pendant de nombreuses années, les rues se sont distinguées des avenues et des boulevards par l'absence d'arbres. Il y a de nombreuses exceptions, par exemple la ceinture des arrondissements extérieurs, formée en particulier par la rue Ordener, la rue des Pyrénées, la rue de Tolbiac, la rue d'Alésia et la rue de la Convention, mais elles sont de plus en plus nombreuses avec la politique d'extension des espaces verts dans Paris depuis 1981[réf. nécessaire]. À l'inverse, l'avenue de l'Opéra n'est pas plantée d'arbres[18] afin de préserver la vue sur le bâtiment de Charles Garnier[réf. nécessaire] ;
- Les villas sont en principe des voies privées[réf. nécessaire].

## Listes

### Par arrondissements
Les articles suivants énumèrent les voies par arrondissements :
- Liste des voies du 1er arrt ;
- Liste des voies du 2e arrt ;
- Liste des voies du 3e arrt ;
- Liste des voies du 4e arrt ;
- Liste des voies du 5e arrt ;
- Liste des voies du 6e arrt ;
- Liste des voies du 7e arrt ;
- Liste des voies du 8e arrt ;
- Liste des voies du 9e arrt ;
- Liste des voies du 10e arrt ;
- Liste des voies du 11e arrt ;
- Liste des voies du 12e arrt ;
- Liste des voies du 13e arrt ;
- Liste des voies du 14e arrt ;
- Liste des voies du 15e arrt ;
- Liste des voies du 16e arrt ;
- Liste des voies du 17e arrt ;
- Liste des voies du 18e arrt ;
- Liste des voies du 19e arrt ;
- Liste des voies du 20e arrt.

### Bois
Le bois de Boulogne et le bois de Vincennes sont traversés par plusieurs voies de circulation :
- Liste des voies du bois de Boulogne
- Liste des voies du bois de Vincennes

### Voies provisoirement dénommées
Certaines voies ne possèdent aucune dénomination traditionnelle, mais une dénomination systématique qui se veut provisoire. Il s'agit principalement de bretelles d'accès au boulevard périphérique.

### Thématique
Listes
- des anciens noms de voies
- des voies de Paris se référant à un nom de propriétaire foncier
- des voies parisiennes par longueur
- des boulevards des Maréchaux et des portes parisiennes
- des voies piétonnes
- des voies se référant à un nom de femme
- des espaces verts

Types de voies
- Chaussées
- Places
- Promenades
- Quais
- Ruelles
- Sentes
- Sentiers